# Zabórie (Vladímir)
|  | Per a altres significats, vegeu «Zaborie». |

Zabórie (en rus: Заборье) és un poble de l'óblast de Vladímir, a Rússia, segons el cens del 2010 tenia 3 habitants. Pertany al districte municipal de Iúriev-Polski.